# Nancy Ajram
Nancy Ajram lub Nancy Agram (arabski: نانسي عجرم; ur. 16 maja 1983 w Bejrucie) – popularna arabska piosenkarka z Libanu. Jej teledyski reżyserowane przez Nadine Labaki, również Libankę, zrewolucjonizowały arabski przemysł muzyczny.
W wieku 13 lat wzięła udział w telewizyjnym programie "Nojoum el Mustaqbal" (Gwiazdy Przyszłości), wygrywając główną nagrodę. Wkrótce po tym rozpoczęła naukę muzyki pod kierunkiem najlepszych libańskich nauczycieli. Mając 18 lat stała się członkiem Stowarzyszenia Profesjonalnych Artystów Libanu, pomimo bardzo młodego wieku.
Jej pierwszy album Mehtagalak, wydany w 1998, wprowadził Nancy w świat show-businessu. Jednak na wydanie kolejnego albumu Shil Ayounak Aney fani musieli czekać do roku 2001. Prawdziwa sława nadeszła po wydaniu trzeciej płyty Ya Salam. Z tego albumu, który w wolnym tłumaczeniu znaczy Jak wspaniale!, pochodzą trzy przeboje Akhasmak Ah, Ya Salam oraz Sehr Eyounoh. 
Jej kolejna płyta "Ah we Nos" wydana została w roku 2005. Album odniósł jeszcze większy sukces takimi przebojami jak Enta Eh, Oul Tany Keda, Lawn 'Ayounak. Rok 2006 to kolejny album z wypracowanym już stylem zatytułowany "Ya Tabtab Wa Dalla". Z niego pochodzą kolejne przeboje: Moagaba, Ana Yalli Bahebbek oraz Ehsas Jeded. W 2007 Nancy wydała adresowany do dzieci "Shakhbat Shakhabeet", a w 2008 – album koncertowy "Live 2008".  Jurorka w programach Arab Idol i The Voice Kids Arabia

## Dyskografia
- محتجالك Mehtagalak (1998)
- شيل عيونك عني Shil Ayounak Aney (2001)
- يا سلام Ya Salam (2003)
- اه ونص Ah we Nos (2005)
- يا طبطب وادلع Ya Tabtab Wa Dalla (2006)
- شخبط شخابيط Shakhbat Shakhabeet (2007)
- Ad-Dunya Helwa - Live 2008 (2008)
- بتفَكّر في إيه؟ Betfakkar Fi Eih? (2008)
- نانسي 7 Nancy 7 (2010)
- Nancy 9 (2017)